# 電灯・動力共用三相4線式
電灯・動力共用三相4線式（でんとうどうりょくきょうよう3そう4せんしき）とは、200V三相と100V単相の電力を4本の電線・ケーブルを用いて供給する配電方式である。

## 電灯・動力共用YΔ三相4線式変圧器

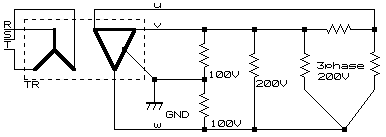
電灯・動力共用YΔ三相4線式変圧器

75kVA以上300kVA程度までの電灯・動力共用配電線や受電設備などに用いられる。
三相変圧器二次側Δの一辺の中間点から電圧のかからない接地された中性線と、他の端子から対地電圧100Vの電圧がかかった電圧線2本と、残りの端子から対地電圧173Vの電圧線1本とを引き出す。対地電圧100Vの電圧線と中性線とを接続して単相100V負荷に、電圧線2本を接続して単相200V負荷に、電圧線3本を接続して三相200V負荷に供給する。単相100V負荷を接続する辺の巻線の容量が他よりも大きくなっている。
なおこれら電灯、動力を共有する供給方式で三相負荷へ給電した場合、共有thumした相の電流が多く流れたりアンバランスが大きくなる。これは共有するトランス（巻線）が共有しないトランス（巻線）に比べて大きく力率が悪いためである。

## 異容量V結線三相4線式

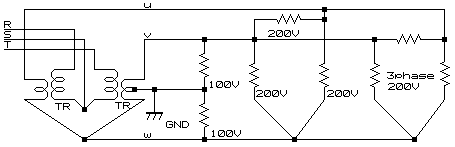
異容量V結線による三相4線式配線

単相3線式100/200Vと、少し容量の小さい非接地の単相2線式200VとをV型に接続したものである。
変圧器の利用率が低いので、75kVA未満のごく小容量の電灯・動力共用の配電線や受電設備に用いられることがある。